# Ullene
Ullene är kyrkbyn i Ullene socken i Falköpings kommun i Västergötland, belägen fem kilometer väster om Falköping och två kilometer norr om Floby.
Här ligger Ullene kyrka.